# Aeroportul Huahine – Fare
Aeroportul Huahine – Fare (IATA: HUH, ICAO: NTTH) este un aeroport din Polinezia Franceză, Franța ce deservește zona Huahine⁠(d). Aeroportul a fost tranzitat în 2022 de 147.435 de pasageri.
Situat la o altitudine de 2 m, aeroportul dispune de o singură pistă.